# Метод зустрічі посередині
У криптоаналізі методом зустрічі посередині або атакою «зустріч посередині» (англ. meet-in-the-middle attack) називається клас атак на криптографічні алгоритми, які асимптотично зменшують час повного перебору за рахунок принципу «розділяй і володарюй», а також збільшення об'єму необхідної пам'яті. Вперше цей метод був запропонований Уітфілдом Діффі і Мартіном Геллманом у 1977 році.

## Початкові умови
Існують відкритий (незашифрований) і шифрований тексти. Криптосистема складається із {\displaystyle h} циклів шифрування. Циклові ключі незалежні й не мають спільних бітів. Ключ {\displaystyle K}системи являє собою поєднання із {\displaystyle h} - циклових ключів {\displaystyle k_{1},k_{2}...k_{h}}. Завдання полягає в знаходженні ключа {\displaystyle K}.

## Розв'язок простого випадку
Простим прикладом є подвійне послідовне шифрування блочним алгоритмом двома різними ключами {\displaystyle K_{1}} і {\displaystyle K_{2}}. Процес шифрування виглядає так:
{\displaystyle s=ENC_{K_{2}}(ENC_{K_{1}}(p))}
де {\displaystyle p} — це відкритий текст, {\displaystyle s} — шифротекст, а {\displaystyle ENC_{K_{i}}()} — операція одноразового шифрування ключем {\displaystyle K_{i}}. Відповідно, зворотна операція — розшифровка — виглядає так:
{\displaystyle p=ENC_{K_{1}}^{-1}(ENC_{K_{2}}^{-1}(s))}
На перший погляд здається, що застосування подвійного шифрування багаторазово збільшує стійкість всієї схеми, оскільки перебирати тепер потрібно два ключі, а не один. У разі алгоритму DES стійкість збільшується з {\displaystyle 2^{56}} до {\displaystyle 2^{112}}. Однак це не так. Атакуючий може скласти дві таблиці:
1. Всі значення {\displaystyle m_{1}=ENC_{K_{1}}(p)} для всіх можливих значень {\displaystyle K_{1}},
2. Всі значення {\displaystyle m_{2}=ENC_{K_{2}}^{-1}(s)} для всіх можливих значень {\displaystyle K_{2}}.

Потім йому достатньо лише знайти збіги у цих таблицях, тобто такі значення {\displaystyle m_{1}} і {\displaystyle m_{2}}, що {\displaystyle ENC_{K_{1}}(p)=ENC_{K_{2}}^{-1}(s)}. Кожен збіг відповідає набору ключів{\displaystyle (K_{1},K_{2})}, який задовольняє умови, оскільки 
{\displaystyle {\begin{aligned}s&={\mathit {ENC}}_{k_{2}}({\mathit {ENC}}_{k_{1}}(p))\\{\mathit {ENC^{-1}}}_{k_{2}}(s)&={\mathit {ENC^{-1}}}_{k_{2}}({\mathit {ENC}}_{k_{2}}[{\mathit {ENC}}_{k_{1}}(p)])\\{\mathit {ENC^{-1}}}_{k_{2}}(s)&={\mathit {ENC}}_{k_{1}}(p)\\\end{aligned}}}
Для даної атаки потрібно {\displaystyle 2^{57}} операцій шифрування-розшифрування (лише удвічі більше, ніж для перебору одного ключа) і {\displaystyle 2^{57}} пам'яті. Додаткові оптимізації — використання хеш-таблиць, обчислення тільки для половини ключів (для DES повний перебір, насправді, вимагає лише {\displaystyle 2^{55}} операцій) — можуть знизити ці вимоги. Головний результат атаки полягає в тому, що послідовне шифрування двома ключами збільшує час перебору лише удвічі.

## Розв'язок у загальному вигляді
Позначимо перетворення алгоритму як {\displaystyle E_{k}(a)=b}, де {\displaystyle a} — Відкритий текст, а {\displaystyle b} — шифротекст. Його можна уявити як композицію {\displaystyle E_{k_{1}}E_{k_{2}}...E_{k_{h}}(a)=b}, де {\displaystyle E_{k_{i}}} — циклове перетворення на ключі {\displaystyle E_{k_{i}}}. Кожен ключ {\displaystyle k_{i}} являє собою двійковий вектор довжини {\displaystyle n}, а загальний ключ системи — вектор довжини {\displaystyle n\times h}
1. Заповнення пам'яті.
Перебираються всі значення {\displaystyle k'=(k_{1},k_{2}...k_{r})}, тобто, перші {\displaystyle r} циклові ключі. На кожному такому ключі {\displaystyle k'} зашифруємо відкритий текст {\displaystyle a} - {\displaystyle E_{k'}(a)=E_{k_{1}}E_{k_{2}}...E_{k_{r}}(a)=S} (тобто, проходимо {\displaystyle r} циклів шифрування замість {\displaystyle h}). Будемо вважати {\displaystyle S} якоюсь адресою пам'яті і за цією адресою запишемо значення {\displaystyle k'}.  Необхідно перебрати всі значення {\displaystyle k'}.
2. Визначення ключа.
Перебираються всі можливі {\displaystyle k''=(k_{r+1},k_{r+2}...k_{h})}. На отриманих ключах розшифровується шифротекст {\displaystyle b} — {\displaystyle E_{k''}^{-1}(b)=E_{k_{h}}^{-1}...E_{k_{r+1}}^{-1}(b)=S'}. Якщо за адресою {\displaystyle S'} не пусто, то дістаємо звідти ключ {\displaystyle k'} і отримуємо кандидата в ключі {\displaystyle (k',k'')=k}.
Однак, потрібно зауважити, що перший же отриманий кандидат {\displaystyle k} не обов'язково є справжнім ключем. Так, для даних {\displaystyle a} і {\displaystyle b} виконується {\displaystyle E_{k}(a)=b}, але на інших значеннях відкритого тексту {\displaystyle a'} шифротексту {\displaystyle b'}, отриманого з {\displaystyle a'} на істинному ключі, рівність може порушуватися. Все залежить від конкретних характеристик криптосистеми. Але іноді буває достатньо отримати такий "псевдоеквівалентний" ключ. В іншому ж разі після завершення процедур буде отримана деяка множина ключів {\displaystyle {k',k''...}}, серед яких знаходиться істинний ключ.
Якщо розглядати конкретне застосування, то шифротекст і відкритий текст можуть бути великого обсягу (наприклад, графічні файли) і являти собою досить велике число блоків для блокового шифру. В такому разі для прискорення процесу можна зашифровувати і розшифровувати не весь текст, а лише його перший блок (що набагато швидше), і потім, отримавши безліч кандидатів, шукати в ньому справжній ключ, перевіряючи його на інших блоках.

## Атака з розбиттям ключової послідовності на 3 частини
У деяких випадках буває важко розділити біти послідовності ключів на частини, що належать до різних ключів. В такому разі застосовують алгоритм 3-subset MITM attack, запропонований Богдановим і Річбергером в 2011 році на основі звичайного методу зустрічі посередині. Даний алгоритм застосовується в разі відсутності можливості поділу послідовності ключових бітів на дві незалежні частини, як необхідно в звичайному алгоритмі методу зустрічі посередині. Складається з двох фаз: фази виділення і перевірки ключів.

### Фаза виділення ключів
На початку даної фази шифр ділиться на 2 підшифра {\displaystyle f} і {\displaystyle g} як і в загальному випадку атаки, однак допускаючи можливе використання деяких бітів одного підшифра в іншому. Так, якщо {\displaystyle b=E_{k}(a)}, то {\displaystyle E_{k}(*)=f(g(*))}; при цьому біти ключа {\displaystyle k}, що використовуються в {\displaystyle f} позначимо {\displaystyle k_{f}}, а в {\displaystyle g} - {\displaystyle k_{g}}. Тоді ключову послідовність можна розділити на 3 частини:
1. {\displaystyle A_{0}} - перетин множин {\displaystyle k_{f}} і {\displaystyle k_{g}},
2. {\displaystyle A_{1}} - ключові біти, які є тільки в {\displaystyle k_{f}},
3. {\displaystyle A_{2}} - ключові біти, які є тільки в {\displaystyle k_{f}}.

Далі проводиться атака методом зустрічі посередині за наступним алгоритмом:
- Для кожного елемента із {\displaystyle A_{0}}

1. Вирахувати проміжне значення {\displaystyle i=f(k_{f},a)}, де {\displaystyle a} — відкритий текст, а {\displaystyle k_{f}} — деякі ключові біти із {\displaystyle A_{0}} и {\displaystyle A_{1}}, тобто, {\displaystyle i} — результат проміжного шифрування відкритого тексту на ключі {\displaystyle k_{f}}.
2. Вирахувати проміжне значення
3. {\displaystyle j=g^{-1}(k_{g},b)}, де {\displaystyle b} — закритий текст, а {\displaystyle k_{g}} — деякі ключові біти із {\displaystyle A_{0}} и {\displaystyle A_{2}}, тобто,. {\displaystyle j} — результат проміжного шифрування відкритого тексту на ключ   {\displaystyle k_{g}}
4. Порівняти {\displaystyle i}і {\displaystyle j}. У разі збігу отримаємо кандидата в ключі

### Фаза перевірки ключів
Для перевірки ключів отримані кандидати перевіряють на декількох парах відомих відкритих-/закритих текстів. Зазвичай для перевірки потрібно не дуже велика кількість таких пар текстів.

### Приклад
Як приклад наведемо атаку на сімейство шифрів KTANTAN, яка дозволила зменшити обчислювальну складність отримання ключа з {\displaystyle 2^{80}} (атака повним перебором) до {\displaystyle 2^{75,170}}.

#### Підготовка атаки
Кожен з 254 раундів шифрування з використанням KTANTAN використовує 2 випадкових біта ключа з 80-бітного набору. Це робить складність алгоритму залежною тільки від кількості раундів. Приступаючи до атаки, автори помітили наступні особливості:
- В раундах з 1 по 111 не були використані наступні біти ключа: {\displaystyle k_{32},k_{39},k_{44},k_{61},k_{66},k_{75}}.
- В раундах з 131 по 254 не були використані наступні біти ключа: {\displaystyle k_{3},k_{20},k_{41},k_{47},k_{63},k_{74}}.

Це дозволило розділити біти ключа на наступні групи:
1. {\displaystyle A_{0}} - загальні біти ключа: ті 68 біт, що не згадані вище.
2. {\displaystyle A_{1}} - біти, що використовуються тільки в першому блоці раундів (з 1 по 111),
3. {\displaystyle A_{2}} - біти, які використовуються тільки у другому блоці раундів (з 131 по 254).

#### Перша фаза: виділення ключів
Виникала проблема обчислення описаних вище значень {\displaystyle i} і {\displaystyle j}, так як в розгляді відсутні раунди з 112 по 130, однак тоді було проведено часткове порівняння: автори атаки помітили збіг 8 біт в {\displaystyle i} і {\displaystyle j}, перевіривши їх звичайною атакою методом зустрічі посередині на 127 раунді. У зв'язку з цим у даній фазі порівнювалися значення саме цих 8 біт в підшифрах {\displaystyle i} і {\displaystyle j}. Це збільшило кількість кандидатів у ключі, але не складність обчислень.

#### Друга фаза: перевірка ключів
Для перевірки кандидатів в ключі алгоритму KTANTAN32 було потрібно в середньому ще дві пари відкритого-/закритого текстів для виділення ключа.

#### Результати
- KTANTAN32: обчислювальна складність підбору ключа скоротилася до {\displaystyle 2^{75,170}} з використанням трьох пар відкритого-/закритого тексту.
- KTANTAN48: обчислювальна складність підбору ключа скоротилася до {\displaystyle 2^{75,044}} з використанням двох пар відкритого-/закритого тексту.
- KTANTAN64: обчислювальна складність підбору ключа скоротилася до {\displaystyle 2^{75,584}} з використанням двох пар відкритого-/закритого тексту.

Тим не менш, це не найкраща атака на сімейство шифрів KTANTAN. У 2011 році була здійснена атака, яка скорочувала обчислювальну складність алгоритму до {\displaystyle 2^{72,9}} з використанням чотирьох пар відкритого-/закритого тексту.

## Багатовимірний алгоритм
Багатовимірний алгоритм методу зустрічі посередині застосовується при використанні великої кількості циклів шифрування різними ключами на блокових шифрах. Замість звичайної «зустріч посередині» в даному алгоритмі використовується поділ криптотексту кількома проміжними точками.
Припускається, що атакується текст, зашифрований деяку кількість разів блоковим шифром:
{\displaystyle C=ENC_{k_{n}}(ENC_{k_{n-1}}(...(ENC_{k_{1}}(P))...))}
{\displaystyle P=DEC_{k_{1}}(DEC_{k_{2}}(...(DEC_{k_{n}}(C))...))}

### Алгоритм
- Обчислюється:

{\displaystyle sC_{1}=ENC_{f_{1}}(k_{f_{1}},P)} {\displaystyle \forall k_{f_{1}}\in K}
{\displaystyle sC_{1}} зберігається разом з {\displaystyle k_{1}} d {\displaystyle H_{1}}.
{\displaystyle sC_{n+1}=DEC_{b_{n+1}}(k_{b_{n+1}},C)} {\displaystyle \forall k_{b_{n+1}}\in K}
{\displaystyle sC_{n+1}} зберігається разом з {\displaystyle k_{b_{n+1}}} d {\displaystyle H_{b_{n+1}}}.
- Для кожного можливого проміжного стану {\displaystyle s_{1}} обчислюється:

{\displaystyle sC_{1}=DEC_{b_{1}}(k_{b_{1}},s_{1})} {\displaystyle \forall k_{b_{1}}\in K}
при кожному збігу {\displaystyle sC_{1}} з елементом з {\displaystyle H_{1}} в {\displaystyle T_{1}} зберігаються {\displaystyle k_{b_{1}}} і {\displaystyle k_{f_{1}}}..
{\displaystyle sC_{2}=ENC_{f_{2}}(k_{f_{2}},s_{1})} {\displaystyle \forall k_{f_{2}}\in K}
{\displaystyle sC_{2}} зберігається разом з {\displaystyle k_{f_{2}}} в {\displaystyle H_{2}}.
- Для кожного можливого проміжного стану {\displaystyle s_{2}} обчислюється:

{\displaystyle sC_{2}=DEC_{b_{2}}(k_{b_{2}},s_{2})} {\displaystyle \forall k_{b_{2}}\in K}
при кажному совпадінні {\displaystyle sC_{2}}з елементом із {\displaystyle H_{2}} проверяеться совпадіння з {\displaystyle T_{1}}, пвсля чого в {\displaystyle T_{2}}зберігаються {\displaystyle k_{b_{2}}} и {\displaystyle k_{f_{2}}}.
{\displaystyle sC_{3}=ENC_{f_{3}}(k_{f_{3}},s_{2})} {\displaystyle \forall k_{f_{3}}\in K}
{\displaystyle sC_{3}}зберігається разом з {\displaystyle k_{f_{3}}} в {\displaystyle H_{3}}.
- Для кожного можливого проміжного стану {\displaystyle s_{1}} обчислюється:

{\displaystyle sC_{n}=DEC_{b_{n}}(k_{b_{n}},s_{n})} {\displaystyle \forall k_{b_{n}}\in K} при кажному совпадінні {\displaystyle sC_{n}}з елементом із {\displaystyle H_{n}} провіряється совпадіння с {\displaystyle T_{n-1}}, після чого в {\displaystyle T_{n}}зберігаються {\displaystyle k_{b_{n}}} и {\displaystyle k_{f_{n}}}.
{\displaystyle sC_{n+1}=ENC_{f_{n+1}}(k_{f_{n+1}},s_{n})} {\displaystyle \forall k_{f_{n+1}}\in K} и при кажному совпадінні {\displaystyle sC_{n+1}} с {\displaystyle H_{n+1}}, проверяється совпадіння с {\displaystyle T_{n}}
Далі знайдена послідовність кандидатів тестується на іншій парі відкритого-/закритого тексту для підтвердження істинності ключів.
Слід зауважити рекурсивність в алгоритмі: підбір ключів для стану {\displaystyle s_{j}} відбувається на основі результатів для стану {\displaystyle s_{j-1}}. Це вносить елемент експоненційної складності в даний алгоритм.

### Складність
Часова складність даної атаки становить {\displaystyle 2^{|k_{f_{1}}|}+2^{|k_{b_{n+1}}|}+2^{|s_{1}|}\cdot (2^{|k_{b_{1}}|}+2^{|k_{f_{2}}|}+2^{|s_{2}|}\cdot (2^{|k_{b_{2}}|}+2^{|k_{f_{3}}|}+...))}
Щодо використання пам'яті, легко помітити, що із збільшенням {\displaystyle i} на кожен {\displaystyle T_{i}} накладається все більше обмежень, що зменшує кількість записуваних в нього кандидатів. Це означає, що {\displaystyle T_{2},T_{3},...,T_{n}} значно менше {\displaystyle T_{1}}.
Верхня межа обсягу використаної пам'яті:
{\displaystyle 2^{|k_{f_{1}}|}+2^{|k_{b_{n+1}}|}+2^{|k|-|s+n|}+...}
де {\displaystyle k} - загальна довжина ключа.
Складність використання даних залежить від ймовірності "проходження" помилкового ключа. Ця ймовірність дорівнює {\displaystyle 1/2^{l}}, де {\displaystyle l} - довжина першого проміжного стану, яка найчастіше дорівнює розміру блоку. Враховуючи кількість кандидатів в ключі після першої фази, складність дорівнює {\displaystyle 2^{|k|-|l|}}.
В результаті отримуємо {\displaystyle 2^{|k|-2b}}, де {\displaystyle |b|} - розмір блоку.
Кожен раз, коли послідовність кандидатів у ключі тестується на новій парі відкритого-/закритого тексту, кількість ключів, які успішно проходять перевірку, множиться на імовірність проходження ключа, яка дорівнює {\displaystyle 1/2^{|b|}}.
Частина атаки повним перебором (перевірка ключів на нових парах відкритого-/закритого текстів) має часову складність {\displaystyle 2^{|k|-b}+2^{|k|-2b}+2^{|k|-3b}+...}, в котрій, очевидно, наступні доданки дедалі швидше прагнуть до нуля.
У підсумку, складність даних за аналогічними судженнями обмежена приблизно {\displaystyle \left\lceil |k|/n\right\rceil } парами відкритого-/закритого ключа.